# Абдулах ибн Омар
Абдулах ибн Омар (арап. عبدالله بن عمر بن الخطاب‎) (610–693. н. е.) био је син другог калифа Омара и зет и пратилац исламског пророка Мухамеда. Био је истакнути ауторитет у хадису и праву и био је познат по својој неутралности према фракцијама које су учествовале у првом грађанском рату у муслиманској заједници (656–661).

## Мухамедова ера - 610 до 632
Абдулах ибн Омар је рођен 610. у Меки, као син Омара ибн ел Хатаба и Зајнаб бинт Мадун. Његова рођена браћа били су Хафса и Абдулрахман. Његова браћа по оцу, рођена од његове маћехе Ум Култхум бинт Џарвал, били су Зајд и Убајдула. Имао је још једну маћеху, по имену Курајбу Бинт Аби Умаја, али она није имала своје деце.
Млади Абдулах је имао жива сећања о преобраћању свог оца у ислам. Сетио се да га је пратио око града док је Омар објављивао своје обраћење својим суседима и на степеницама Ћабе. Ибн Омар је тврдио: "Иако сам тада био врло млад, схватио сам све што сам видео." Његова мајка Зајнаб је такође постала муслиман, али његове две маћехе нису.
Породица је емигрирала у Медину 622. Неколико месеци касније, када је Мухамед осудио пар прељубника на каменовање, Ибн Умар је био један од људи који су бацали камење. Непосредно пред битку за Ухуд у марту 625. године, Мухамед је позвао Ибн Омара, који је тада имао четрнаест година, да се докаже. Али када се појавио Ибн Омар, Мухамед му није дозволио да се бори у бици. Две године касније, како се приближавала битка за Ров, Мухамед је поново назвао Ибн Омара, и овај пут је одредио да млади буду довољно стари јер је био зрео и стигао у доба пубертета. Био је присутан и у бици код Ел Мурајсија 628. године.
Ибн Омарова сестра Хафса се удала за Мухамеда 625. Мухамед јој је једном рекао: "Абдулах је добар човек. Желим да се моли ноћним молитвама." После тога, Абдулах би се сваке ноћи много молио и мало спавао.</ref>‍:152 Muhammad once told her: "Abdullah is a good man. I wish he prayed the night prayers." After that, every night Abdullah would pray much and sleep but a little.

## Породица
Као младић, Ибн Омар се оженио женом коју је волео, али је његов отац није волео и захтевао је да се разведу. Када је Ибн Омар то одбио, његов отац се жалио Мухаммеду. Ибн Омар је такође споменуо ту ствар Мухамеду, који је рекао: "О Абдулах ибн Омар! Разведи се од своје жене!" Тако је Ибн Омар то испунио.
Након што је његов отац постао калиф 634. године, Ибн Омар је оженио Сафија бинт Аби Убајд, и они су имали шесторо дјеце: Абу Бакр, Абу Убајда, Вакид, Омар, Хафса и Савда:
 Имао је низ других синова са женом која се звала Умула Валад, укључујући Абдулрахмана, Салима и Хамзу.
Омар се једном пожалио на конкубину Ибн Омара, коју је видео "шетајући градом обучену у свилу и изазивајући невоље".

## Политички интереси
Ибн Омар је учествовао у биткама у Ираку, Персији и Египту, али је остао неутралан током првог грађанског рата.Током 656. године, спречио је своју сестру Хафсу да прати Аишу у бици код Камиле. Након мировног споразума који је уследио између Хасана ибн Алија и Муавије, Абдулах ибн Омар, је заједно с осталим муслиманима, пристао да се закуне на своју верност Муавији I како би могао приступити Калифату 661/41.
Док је био у Медини за време друге Фитне 680-их, Ибн Омар, заједно с Абд Алах ибн ел Зубајром и Ибн Абасом, саветовао Хусеин ибн Алиа да Меку начини својом базом и бори се против Јазида I из Меке. Хусејин није прихватио овај савет већ је изабрао Куфу.

## Смрт
Абдуллах ибн Умар умро је у Меки 693. године (74. АХ –године од хиџре).‍:30

## Заоставштина
Абдулах ибн Омар је био други најплоднији наратор ахадита, са укупно 2.630 нарација. Речено је да је био изузетно опрезан у вези са оним што је повезао, и да је приповедао очима пуним суза.
Има позитивну репутацију међу сунитским муслиманима. "Упркос великом поштовању и части у којем су га држали сви муслимани и упркос сугестији која му је често упућивана да се заузме место калифа (што је тврдоглаво одбијао), држао се потпуно искључен од сукоба фракција, и последњих година је водио несебичан, побожан живот. Он је дао пример идеалног грађанина. "